# Fay Holderness
Fay Holderness, född MacMurray 16 april 1888 i Oconto i Wisconsin, död 13 maj 1963 i Santa Monica, var en amerikansk skådespelare.
Holderness började sin skådespelarkarriär under stumfilmseran och kom att medverka i flera filmer producerade av Charlie Chaplin och Hal Roach.
Hon avled 1963 och är gravsatt i Forest Lawn Memorial Park under namnet Fay H. Leeds.

## Filmografi (i urval)
- 1918 – Ett hundliv
- 1919 – Frestaren
- 1927 – Call of the Cuckoo
- 1928 – Toffelhjältar på vift
- 1930 – Uppåt väggarna
- 1934 – Oss tjallare emellan
- 1936 – En gentleman kommer till stan
- 1937 – Stjärna sökes
- 1939 – Doktorn i dilemma
- 1940 – Vårparaden
- 1940 – Bankdeckaren
- 1942 – Bragdernas man
- 1943 – Din för alltid
- 1952 – Världens största show[5]